# Family Tree (Guns N' Roses)
Family Tree è un album raccolta sui Guns N'Roses, pubblicato nel 2010.
La raccolta ha etichetta Music Brokers ed è costituita da 2 CD che contengono una serie incrociata di materiale registrato dai primi Guns N' Roses, un'incarnazione di Hollywood Rose (una loro pre-band) e diversi artisti associati ai Guns N' Roses.

## Tracce

### CD 1
1. Anything Goes - Hollywood Rose
2. Welcome to the Jungle - Gilby Clarke, Tracii Guns & Kevin Dubrow (Quiet Riot)
3. No More Mr.nice Guy (Alice Cooper) - Slash & Roger Daltrey (The Who)
4. Sex Action - L.A. Guns
5. Sweet Child o' Mine - Gilby Clarke
6. Killing Time - Hollywood Rose
7. Elected (Alice Cooper) - Duff Mckagan, Matt Sorum, Steve Jones (Sex Pistols) & Billy Duffy (The Cult)
8. My Michelle (Guns N' Roses) - L.A. Guns
9. It´s So Easy - Tracii Guns, Gilby Clarke & Fred Coury (Cinderella)
10. Last Cigarette - Hollywood Roses Feat. Teddy Zigzag (Guns N' Roses/Slash´s Snakepit)
11. You're Crazy - Gilby Clarke, Tracii Guns & Stevie Ranchelle (Tuff)
12. Nice Boys - Guns N' Roses (Rare Track - Original Lineup: Axl, Slash, Duff, Izzy & Steven)

### CD 2
1. Pour Some Sugar On Me (Def Leppard) - L.A.Guns
2. Rocker - Hollywood Rose
3. Mr. Brownstone - Bang Tango Feat Tracii Guns & Gilby Clarke
4. Toys in the Attic (Aerosmith) - Tracii Guns & Stephen Pearcy (Ratt)
5. Jailbreak (Thin Lizzy´s Song) - Hollywood Roses Feat Mick Taylor (Rolling Stones)
6. Used to Love Her - Gilby Clarke, Tracii Guns & John Corabi (Motley Crue)
7. Gypsy - Slash & Tommy Shaw (Styx)
8. Wanted Dead Or Alive (Bon Jovi) - L.A.Guns
9. Patience - Gilby Clarke, Tracii Guns & John Corabi (Motley Crue)
10. Don't Cry - Spike (Quireboys), Tracii Guns & Gilby Clarke
11. Shadow of Your Love - Hollywood Rose
12. Lay It Down - Stephen Pearcy (Ratt) & Tracii Guns